# Bradley Wright-Phillips
Bradley Edward Wright-Phillips (ur. 12 marca 1985 w Lewisham) – angielski piłkarz występujący na pozycji napastnika, zawodnik Los Angeles FC.
Wright-Phillips dorastał w Brockley w Południowym Londynie i uczęszczał do państwowej szkoły Haberdashers' Aske's Hatcham College. Jest biologicznym synem byłego piłkarza Arsenalu i reprezentacji Anglii Iana Wrighta. Ma także starszego przyrodniego brata, Shauna Wrighta-Phillipsa, z którym występował w Manchesterze City.

## Kariera

### Manchester City
W sezonie 2003/04 Wright-Phillips był najlepszym strzelcem rezerw Manchesteru City. 6 grudnia 2004 roku w swoim debiucie w Premier League zdobył gola w spotkaniu przeciwko Middlesbrough.

### Southampton
Latem 2006 roku Wright-Phillips został sprzedany za kwotę 500 tysięcy £ do występującego wówczas w Championship Southampton. W debiucie w barwach nowego klubu Anglik pokonał bramkarza Derby County, zaś w wygranym 2-0 meczu przeciwko Wolverhampton Wanderers zdobył imponującą bramkę. Ostatecznie sezon 2006/07 zakończył z bilansem 11 trafień.
Rozgrywki 2007/08 rozpoczął od goli zdobytych w spotkaniach przeciwko Burnley i Queens Park Rangers. W drugim sezonie w Southampton Wrigh-Phillips zdobył już jednak tylko 8 bramek.

### Plymouth Argyle
Po zakończeniu sezonu 2008/09, po którym Southampton spadło do League One, kontrakt Wrighta-Phillipsa z klubem został rozwiązany. 15 lipca 2009 roku podpisał on dwuletni kontrakt z Plymouth Argyle. 15 września 2009 roku po wyleczeniu kontuzji kolana Anglik zadebiutował w Plymouth w spotkaniu przeciwko Watford. Na nieszczęście dla zawodnika, ponownie doznał on urazu kolana, które na dłuższy czas wyłączyło go z gry. W styczniu 2010 roku menadżer Plymouth, Paul Mariner, oświadczył, że Wright-Phillips jest blisko powrotu na boisko i jego długo oczekiwany powrót może nastąpić w meczu Pucharu Anglii przeciwko Newcastle United, jednakże napastnik wystąpił dopiero w marcowym spotkaniu z Coventry City. 16 marca 2010 roku w starciu z Bristol City zdobył swoją pierwszą bramkę w barwach Plymouth.

### Charlton Athletic
W styczniu 2011 roku podpisał 1,5 roczny kontrakt z Charltonem.

## Statystyki kariery
Aktualne na dzień 4 maja 2010 roku.
| Klub              | Sezon   | Liga    | Liga | Puchar  | Puchar | Ogólnie | Ogólnie |
| Klub              | Sezon   | Występy | Gole | Występy | Gole   | Występy | Gole    |
| ----------------- | ------- | ------- | ---- | ------- | ------ | ------- | ------- |
| Manchester City   |         |         |      |         |        |         |         |
| 2004/05           | 14      | 1       | 1    | 0       | 15     | 1       |         |
| 2005/06           | 18      | 1       | 5    | 0       | 23     | 1       |         |
| Southampton       |         |         |      |         |        |         |         |
| 2006/07           | 39      | 8       | 2    | 0       | 41     | 8       |         |
| 2007/08           | 39      | 8       | 3    | 0       | 42     | 8       |         |
| 2008/09           | 33      | 6       | 0    | 0       | 33     | 6       |         |
| Plymouth Argyle   |         |         |      |         |        |         |         |
| 2009/10           | 15      | 4       | 1    | 0       | 16     | 4       |         |
| 2010/11           | 17      | 13      | 1    | 0       | 18     | 13      |         |
| Charlton Athletic |         |         |      |         |        |         |         |
| 2010/11           | 21      | 8       | 0    | 0       | 21     | 8       |         |
| 2011/12           | 42      | 22      | 3    | 0       | 45     | 22      |         |
| 2012/13           | 19      | 1       | 1    | 0       | 20     | 1       |         |
| Brentford         |         |         |      |         |        |         |         |
| 2012/13           | 15      | 5       | 0    | 0       | 15     | 5       |         |
| Łącznie           | Łącznie | 272     | 77   | 17      | 0      | 289     | 77      |